# Eden (Południowa Afryka)
Eden – dystrykt w Republice Południowej Afryki, w Prowincji Przylądkowej Zachodniej. Siedzibą administracyjną dystryktu jest George.
Dystrykt dzieli się na gminy:
- Kannaland
- Hessequa
- Mossel Bay
- George
- Oudtshoorn
- Bitou
- Knysna